# Лијам Дејвис
Лијам Дејвис (енгл. Liam Davis; 4. април 2000) зимбабвеански је пливач чија специјалност су трке прсним стилом. Вишеструки је национални рекордер и првак у великим и малим базенима. 

## Спортска каријера
Дејвис је дебитовао на међународној сцени на светском јуниорском првенству у Индијанаполису 2017. године. У децембру 2018. дебитовао је у сениорској конкуренцији, наступајући на светском првенству у малим базенима у кинеском Хангџоуу.
Први наступ на светским првенствима у великим базенима имао је у корејском Квангџуу 2019, где је пливао у квалификационим тркама на 100 прсно (68. место) и 200 прсно (48. место).